# Wellington Clayton Gonçalves dos Santos
Wellington Clayton Gonçalves dos Santos (nacido el 2 de enero de 1983) es un futbolista brasileño que se desempeña como centrocampista.
Jugó para clubes como el Botafogo, Ceará, Santo André, Atlético Paranaense, Cerezo Osaka, Montedio Yamagata y Bahia.

## Trayectoria

### Clubes
| Club                | País   | Año         |
| ------------------- | ------ | ----------- |
| Rio Preto           | Brasil | 2006 - 2007 |
| Botafogo            | Brasil | 2008        |
| Grêmio Barueri      | Brasil | 2008        |
| Botafogo            | Brasil | 2008 - 2009 |
| Ceará               | Brasil | 2009        |
| Santo André         | Brasil | 2009 - 2010 |
| Atlético Paranaense | Brasil | 2010 - 2011 |
| Cerezo Osaka        | Japón  | 2012 - 2013 |
| Montedio Yamagata   | Japón  | 2012        |
| Bahia               | Brasil | 2014        |
| Oeste               | Brasil | 2015        |
| Santo André         | Brasil | 2016        |
| Red Bull Brasil     | Brasil | 2016        |